# Pollyanna Johns
Pollyanna Casanga Johns, coniugata Kimbrough (Nassau, 6 novembre 1975), è un'ex cestista bahamense, professionista nella WNBA.

## Carriera
È stata selezionata dalle Charlotte Sting al terzo giro del Draft WNBA 1998 (27ª scelta assoluta).
Ha giocato in Serie A1 con Messina.